# Wembley Central
Wembley Central – naziemna stacja kolejowa zarządzana przez Metro londyńskie i leżąca na jego linii Bakerloo Line. Ze stacji korzystają także trzej przewoźnicy kolejowi, w tym London Overground, którego pociągi stają tu na trasie z dworca Euston do Watford (linia Watford DC Line). Firma London Midland oferuje stąd kursy magistralą West Coast Main Line, kończącą się w Birmingham. Z kolei pociągi linii Southern stają tu na trasie z Watford do Brighton i na lotnisko Gatwick. 
Stacja posiada sześć peronów, jednak pasażerowie mają ciągły, swobodny dostęp tylko do dwóch z nich, położonych przy torach przeznaczonych dla ruchu lokalnego. Spośród pozostałych 4 peronów, dwa pozostają trwale nieczynne (ich tory służą tylko pociągom przejeżdżającym bez zatrzymania), zaś dwa - perony dalekobieżne - otwierane są ze względów bezpieczeństwa (podmuchy wiatru wytwarzane przez pędzące składy mogą zagrażać stojącym na peronie ludziom) tylko na czas postoju pociągów.